# Operación Gunnerside

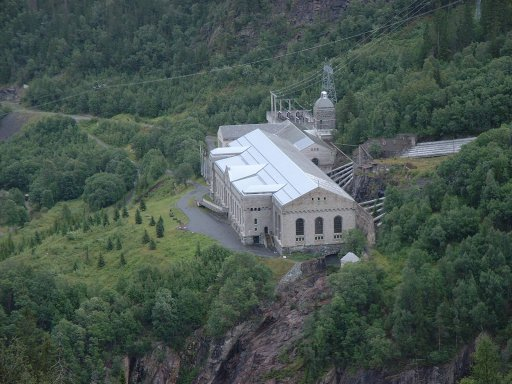
Central hidroeléctrica de Vemork, donde la Special Operations Executive realizó el la "Operación Gunnerside" para sabotear la producción alemana de agua pesada.

La Operación Gunnerside, en el contexto de la Segunda Guerra Mundial, es el nombre clave del más famoso de los sabotajes de la fábrica de agua pesada propiedad de la empresa Norsk Hydro ASA y situada en la provincia de Telemark, Noruega. Se trataba de la mayor instalación industrial europea destinada a fabricar el óxido de deuterio.

## Preparativos
El Proyecto Uranio alemán establece la necesidad estratégica del agua pesada, denominada en clave Producto 9 o simplemente P-9. Tras la ocupación alemana de Noruega, los alemanes aumentan la capacidad de la planta a 100 kg mensuales en 1942. Su intención era seguir aumentando la producción a lo que el director gerente de Norsk Hydro en Oslo, Bjarne Erikssen, se negó e hizo todo lo posible por entorpecer los trabajos alemanes. En 1943 Eriskssen fue arrestado y deportado a un campo de concentración en Alemania.
La inteligencia militar británica comenzó a recopilar información sobre la planta: planos, diagramas de instalaciones, fotografías. El gerente de producción de la planta, Jomar Brun, fue una de las personas que facilitaron la imprescindible documentación.

## Operación Grousse
El 9 de octubre de 1942 un vapor que transportaba al ingeniero Einar Skinnanrland llega a las costas inglesas. El ingeniero forma parte del personal de la planta de Norsk Hydro y ha sido evacuado por la resistencia noruega para suministrar información a los británicos. Diez días después, se le arroja en paracaídas sobre Noruega junto a Jens Anton Paulsson, Arne Kjelstrup, Knut Haugland y Claus Helberg, miembros de la resistencia Noruega que conforman el grupo Grousse. Dicho grupo hubo de sobrevivir en condiciones extremas el invierno nórdico.

## Operación Freshman
Tras descartar el bombardeo nocturno por lo difícil del objetivo, los británicos optaron por introducir 34 comandos en la zona por medio de planeadores. El 19 de noviembre de 1942 dos planeadores cada uno con dos pilotos y quince hombres de la 9.ª Compañía de Campo de los Royal Engineers, 1.ª División Británica Aerotransportada partieron con la idea de aterrizar en un lago helado. Desafortunadamente, las condiciones meteorológicas hicieron que el primero de los aparatos se estrellase y el segundo se viera forzado a un aterrizaje de emergencia, resultando heridos sus ocupantes. Los supervivientes fueron capturados y ejecutados por los alemanes, fracasando este primer intento de sabotaje.
Como resultado, las medidas de seguridad de la fábrica se reforzaron, añadiendo minas, focos y patrullas especiales. Sin embargo, pronto se relajaron las medidas de seguridad en la propia fábrica, concentrando la mayoría de las tropas en la defensa del puente de acceso a la fábrica.

## Operación Gunnerside
En este segundo intento, un grupo de 10 comandos -incluyendo el grupo Grousse- se infiltró en la fábrica la noche del 27 de febrero de 1943 accediendo por el barranco en la parte posterior de la fábrica. Tras reducir al único centinela que les descubrió, colocaron las cargas en el interior de la fábrica y las hicieron explotar. El ruido de la maquinaria hizo pasar inadvertido el sabotaje que no fue descubierto hasta el día siguiente, permitiendo la fuga de los comandos. No se causó baja alguna, ni se disparó un solo tiro, pero 600 litros de agua pesada se perdieron.
Para prevenir las represalias, se abandonó un subfusil Sten para inducir a los alemanes a pensar que se trataba de una operación británica.

## El bombardeo
Meses después, la producción de la fábrica se restableció. Esta vez, las medidas de seguridad se endurecieron tanto que se descartó un nuevo asalto con comandos. El 16 de noviembre de 1943 los bombarderos norteamericanos dañaron las instalaciones de la fábrica con un ataque diurno.

## El sabotaje del ferry
Tras la experiencia de los sabotajes, los alemanes deciden trasladar 14 toneladas de agua pesada a Alemania. A finales de enero de 1944 los contenedores se cargaron en el ferry que atraviesa el lago Tinsee. Sin embargo, una carga explosiva con retardo colocada horas antes hundió la embarcación en mitad del lago.

## Cinematografía
- En 1965 se estrenó la película "Los héroes de Telemark" protagonizada por Kirk Douglas basándose en la Operación Gunnerside.